# Stefano d'Amico
Stefano d'Amico (Roma, 1º giugno 1946) è uno scrittore ed ex dirigente d'azienda italiano, presidente onorario del Registro Italiano Alfa Romeo, di cui è stato Presidente da 1983 al 2017. Ha pubblicato diversi libri sulla storia dell'Alfa Romeo e delle auto che essa ha prodotto.

## Biografia
Stefano d’Amico nasce a Roma e qui compie gli studi e consegue la maturità classica presso l’Istituto dei Gesuiti Massimiliano Massimo.
Si laurea in Giurisprudenza presso l’Università La Sapienza.

## Carriera
Appassionato di auto e motori, gareggia come gentleman driver con le vetture Alfa Romeo, BMW, Toyota. Conoscitore del marchio italiano Alfa Romeo e della sua storia ne osserva e descrive le vicende, le politiche aziendali, i successi sportivi e commerciali.
Nel 1981 viene eletto Vice Presidente del Registro Italiano Alfa Romeo (RIAR), con la Presidenza del Conte Giovanni Lurani Cernuschi. Nel 1983 ne diviene Presidente, restandolo fino al 2017. Per oltre 30 anni guida il Club promuovendo il prestigio e l'eccellenza delle auto storiche della casa milanese.
Dal 1987-1990 è Vice Presidente ASI, Automotoclub Storico Italiano. Nel 1992, al fine di introdurre specifiche normative tese al rispetto e alla salvaguardia delle auto storiche italiane, promuove la stesura dell'Art. 60 del Codice della Strada l
Nel 1996 scrive insieme a Maurizio Tabucchi il libro Alfa Romeo, le vetture di produzione, 1910-1996, un'analisi storica e tecnica che abbraccia l’intera produzione Alfa Romeo, cui seguiranno altre pubblicazioni sempre a tema motoristico.
Nel maggio 2016, guida la delegazione del RIAR in occasione della 100ª Targa Florio, portando sulle Madonie le Alfa Romeo storiche più vittoriose nella gara Siciliana provenienti da vari paesi del mondo.
Per il RIAR concepisce e organizza eventi ed accordi tesi a promuovere e divulgare la storia e la cultura del motorismo storico. Tra questi, l'ultimo con ACI-ACI Storico, Automobile Club d’Italia, nel corso del 2017.